# Leptocera hoplites
Leptocera hoplites är en tvåvingeart som beskrevs av Arnold Spuler 1924. Leptocera hoplites ingår i släktet Leptocera och familjen hoppflugor. Inga underarter finns listade i Catalogue of Life.